# Lista municipiilor din Minas Gerais

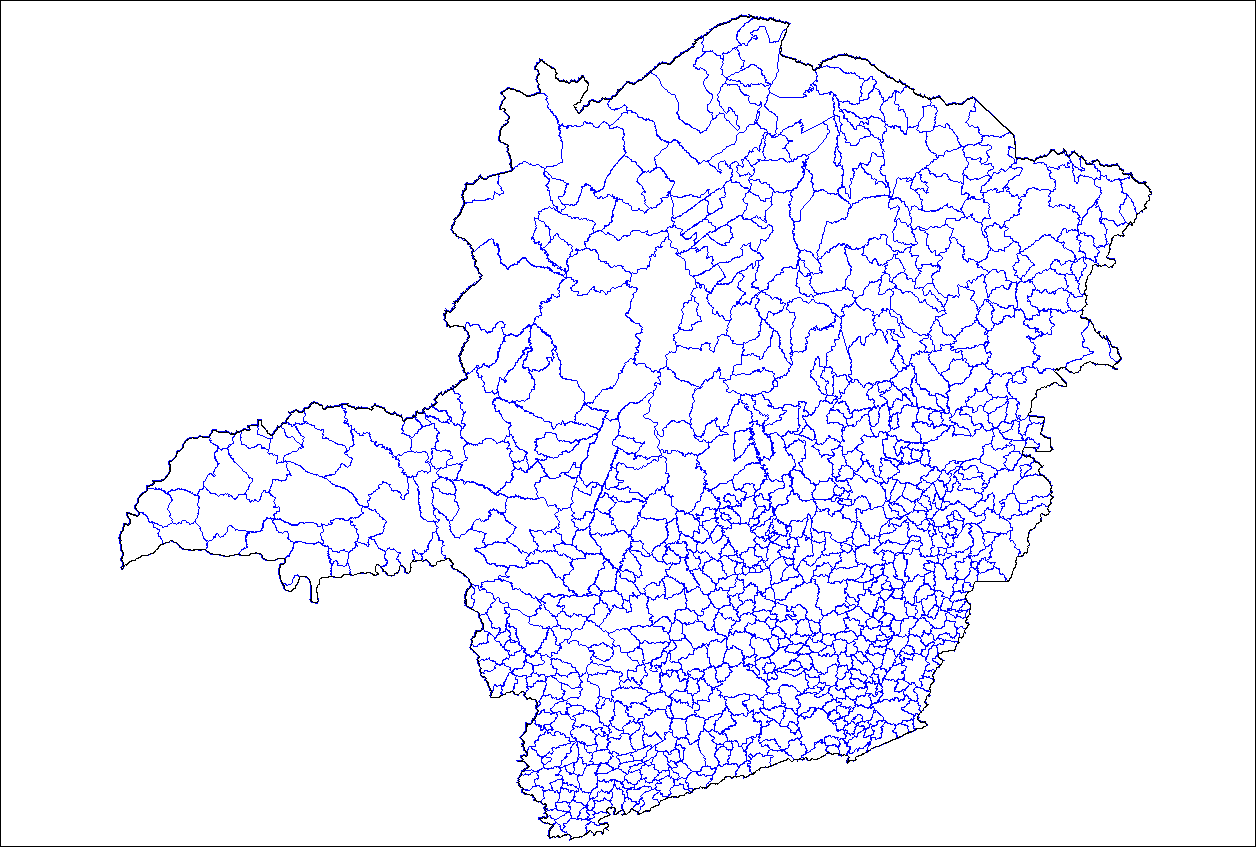
Municipiile din Minas Gerais, Brazilia

Aceasta este lista municipiilor din statul Minas Gerais (MG), Brazilia.
| Mezoregiune                      | Microregiune             | Municipiu                      |
| -------------------------------- | ------------------------ | ------------------------------ |
| Campo das Vertentes              | Barbacena                | Alfredo Vasconcelos            |
| Campo das Vertentes              | Barbacena                | Antônio Carlos                 |
| Campo das Vertentes              | Barbacena                | Barbacena                      |
| Campo das Vertentes              | Barbacena                | Barroso                        |
| Campo das Vertentes              | Barbacena                | Capela Nova                    |
| Campo das Vertentes              | Barbacena                | Caranaíba                      |
| Campo das Vertentes              | Barbacena                | Carandaí                       |
| Campo das Vertentes              | Barbacena                | Desterro do Melo               |
| Campo das Vertentes              | Barbacena                | Ibertioga                      |
| Campo das Vertentes              | Barbacena                | Ressaquinha                    |
| Campo das Vertentes              | Barbacena                | Santa Bárbara do Tugúrio       |
| Campo das Vertentes              | Barbacena                | Senhora dos Remédios           |
| Campo das Vertentes              | Lavras                   | Carrancas                      |
| Campo das Vertentes              | Lavras                   | Ijaci                          |
| Campo das Vertentes              | Lavras                   | Ingaí                          |
| Campo das Vertentes              | Lavras                   | Itumirim                       |
| Campo das Vertentes              | Lavras                   | Itutinga                       |
| Campo das Vertentes              | Lavras                   | Lavras                         |
| Campo das Vertentes              | Lavras                   | Luminárias                     |
| Campo das Vertentes              | Lavras                   | Nepomuceno                     |
| Campo das Vertentes              | Lavras                   | Ribeirão Vermelho              |
| Campo das Vertentes              | São João del Rei         | Conceição da Barra de Minas    |
| Campo das Vertentes              | São João del Rei         | Coronel Xavier Chaves          |
| Campo das Vertentes              | São João del Rei         | Dores de Campos                |
| Campo das Vertentes              | São João del Rei         | Lagoa Dourada                  |
| Campo das Vertentes              | São João del Rei         | Madre de Deus de Minas         |
| Campo das Vertentes              | São João del Rei         | Nazareno                       |
| Campo das Vertentes              | São João del Rei         | Piedade do Rio Grande          |
| Campo das Vertentes              | São João del Rei         | Prados                         |
| Campo das Vertentes              | São João del Rei         | Resende Costa                  |
| Campo das Vertentes              | São João del Rei         | Ritápolis                      |
| Campo das Vertentes              | São João del Rei         | Santa Cruz de Minas            |
| Campo das Vertentes              | São João del Rei         | Santana do Garambéu            |
| Campo das Vertentes              | São João del Rei         | São João del Rei               |
| Campo das Vertentes              | São João del Rei         | São Tiago                      |
| Campo das Vertentes              | São João del Rei         | Tiradentes                     |
| Central Mineira                  | Bom Despacho             | Araújos                        |
| Central Mineira                  | Bom Despacho             | Bom Despacho                   |
| Central Mineira                  | Bom Despacho             | Dores do Indaiá                |
| Central Mineira                  | Bom Despacho             | Estrela do Indaiá              |
| Central Mineira                  | Bom Despacho             | Japaraíba                      |
| Central Mineira                  | Bom Despacho             | Lagoa da Prata                 |
| Central Mineira                  | Bom Despacho             | Leandro Ferreira               |
| Central Mineira                  | Bom Despacho             | Luz                            |
| Central Mineira                  | Bom Despacho             | Martinho Campos                |
| Central Mineira                  | Bom Despacho             | Moema                          |
| Central Mineira                  | Bom Despacho             | Quartel Geral                  |
| Central Mineira                  | Bom Despacho             | Serra da Saudade               |
| Central Mineira                  | Curvelo                  | Augusto de Lima                |
| Central Mineira                  | Curvelo                  | Buenópolis                     |
| Central Mineira                  | Curvelo                  | Corinto                        |
| Central Mineira                  | Curvelo                  | Curvelo                        |
| Central Mineira                  | Curvelo                  | Felixlândia                    |
| Central Mineira                  | Curvelo                  | Inimutaba                      |
| Central Mineira                  | Curvelo                  | Joaquim Felício                |
| Central Mineira                  | Curvelo                  | Monjolos                       |
| Central Mineira                  | Curvelo                  | Morro da Garça                 |
| Central Mineira                  | Curvelo                  | Presidente Juscelino           |
| Central Mineira                  | Curvelo                  | Santo Hipólito                 |
| Central Mineira                  | Três Marias              | Abaeté                         |
| Central Mineira                  | Três Marias              | Biquinhas                      |
| Central Mineira                  | Três Marias              | Cedro do Abaeté                |
| Central Mineira                  | Três Marias              | Morada Nova de Minas           |
| Central Mineira                  | Três Marias              | Paineiras                      |
| Central Mineira                  | Três Marias              | Pompéu                         |
| Central Mineira                  | Três Marias              | Três Marias                    |
| Jequitinhonha                    | Almenara                 | Almenara                       |
| Jequitinhonha                    | Almenara                 | Bandeira                       |
| Jequitinhonha                    | Almenara                 | Divisópolis                    |
| Jequitinhonha                    | Almenara                 | Felisburgo                     |
| Jequitinhonha                    | Almenara                 | Jacinto                        |
| Jequitinhonha                    | Almenara                 | Jequitinhonha                  |
| Jequitinhonha                    | Almenara                 | Joaíma                         |
| Jequitinhonha                    | Almenara                 | Jordânia                       |
| Jequitinhonha                    | Almenara                 | Mata Verde                     |
| Jequitinhonha                    | Almenara                 | Monte Formoso                  |
| Jequitinhonha                    | Almenara                 | Palmópolis                     |
| Jequitinhonha                    | Almenara                 | Rio do Prado                   |
| Jequitinhonha                    | Almenara                 | Rubim                          |
| Jequitinhonha                    | Almenara                 | Salto da Divisa                |
| Jequitinhonha                    | Almenara                 | Santa Maria do Salto           |
| Jequitinhonha                    | Almenara                 | Santo Antônio do Jacinto       |
| Jequitinhonha                    | Araçuaí                  | Araçuaí                        |
| Jequitinhonha                    | Araçuaí                  | Caraí                          |
| Jequitinhonha                    | Araçuaí                  | Coronel Murta                  |
| Jequitinhonha                    | Araçuaí                  | Itinga                         |
| Jequitinhonha                    | Araçuaí                  | Novo Cruzeiro                  |
| Jequitinhonha                    | Araçuaí                  | Padre Paraíso                  |
| Jequitinhonha                    | Araçuaí                  | Ponto dos Volantes             |
| Jequitinhonha                    | Araçuaí                  | Virgem da Lapa                 |
| Jequitinhonha                    | Capelinha                | Angelândia                     |
| Jequitinhonha                    | Capelinha                | Aricanduva                     |
| Jequitinhonha                    | Capelinha                | Berilo                         |
| Jequitinhonha                    | Capelinha                | Capelinha                      |
| Jequitinhonha                    | Capelinha                | Carbonita                      |
| Jequitinhonha                    | Capelinha                | Chapada do Norte               |
| Jequitinhonha                    | Capelinha                | Francisco Badaró               |
| Jequitinhonha                    | Capelinha                | Itamarandiba                   |
| Jequitinhonha                    | Capelinha                | Jenipapo de Minas              |
| Jequitinhonha                    | Capelinha                | José Gonçalves de Minas        |
| Jequitinhonha                    | Capelinha                | Leme do Prado                  |
| Jequitinhonha                    | Capelinha                | Minas Novas                    |
| Jequitinhonha                    | Capelinha                | Turmalina                      |
| Jequitinhonha                    | Capelinha                | Veredinha                      |
| Jequitinhonha                    | Diamantina               | Couto de Magalhaes de Minas    |
| Jequitinhonha                    | Diamantina               | Datas                          |
| Jequitinhonha                    | Diamantina               | Diamantina                     |
| Jequitinhonha                    | Diamantina               | Felício dos Santos             |
| Jequitinhonha                    | Diamantina               | Gouveia                        |
| Jequitinhonha                    | Diamantina               | Presidente Kubitschek          |
| Jequitinhonha                    | Diamantina               | São Gonçalo do Rio Preto       |
| Jequitinhonha                    | Diamantina               | Senador Modestino Gonçalves    |
| Jequitinhonha                    | Pedra Azul               | Cachoeira de Pajeú             |
| Jequitinhonha                    | Pedra Azul               | Comercinho                     |
| Jequitinhonha                    | Pedra Azul               | Itaobim                        |
| Jequitinhonha                    | Pedra Azul               | Medina                         |
| Jequitinhonha                    | Pedra Azul               | Pedra Azul                     |
| Metropolitana de Belo Horizonte  | Belo Horizonte           | Belo Horizonte (State Capital) |
| Metropolitana de Belo Horizonte  | Belo Horizonte           | Betim                          |
| Metropolitana de Belo Horizonte  | Belo Horizonte           | Brumadinho                     |
| Metropolitana de Belo Horizonte  | Belo Horizonte           | Caeté                          |
| Metropolitana de Belo Horizonte  | Belo Horizonte           | Confins                        |
| Metropolitana de Belo Horizonte  | Belo Horizonte           | Contagem                       |
| Metropolitana de Belo Horizonte  | Belo Horizonte           | Esmeraldas                     |
| Metropolitana de Belo Horizonte  | Belo Horizonte           | Ibirité                        |
| Metropolitana de Belo Horizonte  | Belo Horizonte           | Igarapé                        |
| Metropolitana de Belo Horizonte  | Belo Horizonte           | Juatuba                        |
| Metropolitana de Belo Horizonte  | Belo Horizonte           | Lagoa Santa                    |
| Metropolitana de Belo Horizonte  | Belo Horizonte           | Mário Campos                   |
| Metropolitana de Belo Horizonte  | Belo Horizonte           | Mateus Leme                    |
| Metropolitana de Belo Horizonte  | Belo Horizonte           | Nova Lima                      |
| Metropolitana de Belo Horizonte  | Belo Horizonte           | Pedro Leopoldo                 |
| Metropolitana de Belo Horizonte  | Belo Horizonte           | Raposos                        |
| Metropolitana de Belo Horizonte  | Belo Horizonte           | Ribeirão das Neves             |
| Metropolitana de Belo Horizonte  | Belo Horizonte           | Rio Acima                      |
| Metropolitana de Belo Horizonte  | Belo Horizonte           | Sabará                         |
| Metropolitana de Belo Horizonte  | Belo Horizonte           | Santa Luzia                    |
| Metropolitana de Belo Horizonte  | Belo Horizonte           | São Joaquim de Bicas           |
| Metropolitana de Belo Horizonte  | Belo Horizonte           | São José da Lapa               |
| Metropolitana de Belo Horizonte  | Belo Horizonte           | Sarzedo                        |
| Metropolitana de Belo Horizonte  | Belo Horizonte           | Vespasiano                     |
| Metropolitana de Belo Horizonte  | Conceição do Mato Dentro | Alvorada de Minas              |
| Metropolitana de Belo Horizonte  | Conceição do Mato Dentro | Conceição do Mato Dentro       |
| Metropolitana de Belo Horizonte  | Conceição do Mato Dentro | Congonhas do Norte             |
| Metropolitana de Belo Horizonte  | Conceição do Mato Dentro | Dom Joaquim                    |
| Metropolitana de Belo Horizonte  | Conceição do Mato Dentro | Itambé do Mato Dentro          |
| Metropolitana de Belo Horizonte  | Conceição do Mato Dentro | Morro do Pilar                 |
| Metropolitana de Belo Horizonte  | Conceição do Mato Dentro | Passabém                       |
| Metropolitana de Belo Horizonte  | Conceição do Mato Dentro | Rio Vermelho                   |
| Metropolitana de Belo Horizonte  | Conceição do Mato Dentro | Santo Antônio do Itambé        |
| Metropolitana de Belo Horizonte  | Conceição do Mato Dentro | Santo Antônio do Rio Abaixo    |
| Metropolitana de Belo Horizonte  | Conceição do Mato Dentro | São Sebastião do Rio Preto     |
| Metropolitana de Belo Horizonte  | Conceição do Mato Dentro | Serra Azul de Minas            |
| Metropolitana de Belo Horizonte  | Conceição do Mato Dentro | Serro                          |
| Metropolitana de Belo Horizonte  | Conselheiro Lafaiete     | Casa Grande                    |
| Metropolitana de Belo Horizonte  | Conselheiro Lafaiete     | Catas Altas da Noruega         |
| Metropolitana de Belo Horizonte  | Conselheiro Lafaiete     | Congonhas                      |
| Metropolitana de Belo Horizonte  | Conselheiro Lafaiete     | Conselheiro Lafaiete           |
| Metropolitana de Belo Horizonte  | Conselheiro Lafaiete     | Cristiano Otoni                |
| Metropolitana de Belo Horizonte  | Conselheiro Lafaiete     | Desterro de Entre Rios         |
| Metropolitana de Belo Horizonte  | Conselheiro Lafaiete     | Entre Rios de Minas            |
| Metropolitana de Belo Horizonte  | Conselheiro Lafaiete     | Itaverava                      |
| Metropolitana de Belo Horizonte  | Conselheiro Lafaiete     | Ouro Branco                    |
| Metropolitana de Belo Horizonte  | Conselheiro Lafaiete     | Queluzito                      |
| Metropolitana de Belo Horizonte  | Conselheiro Lafaiete     | Santana dos Montes             |
| Metropolitana de Belo Horizonte  | Conselheiro Lafaiete     | São Brás do Suaçuí             |
| Metropolitana de Belo Horizonte  | Itabira                  | Alvinópolis                    |
| Metropolitana de Belo Horizonte  | Itabira                  | Barão de Cocais                |
| Metropolitana de Belo Horizonte  | Itabira                  | Bela Vista de Minas            |
| Metropolitana de Belo Horizonte  | Itabira                  | Bom Jesus do Amparo            |
| Metropolitana de Belo Horizonte  | Itabira                  | Catas Altas                    |
| Metropolitana de Belo Horizonte  | Itabira                  | Dionísio                       |
| Metropolitana de Belo Horizonte  | Itabira                  | Ferros                         |
| Metropolitana de Belo Horizonte  | Itabira                  | Itabira                        |
| Metropolitana de Belo Horizonte  | Itabira                  | João Monlevade                 |
| Metropolitana de Belo Horizonte  | Itabira                  | Nova Era                       |
| Metropolitana de Belo Horizonte  | Itabira                  | Nova União                     |
| Metropolitana de Belo Horizonte  | Itabira                  | Rio Piracicaba                 |
| Metropolitana de Belo Horizonte  | Itabira                  | Santa Bárbara                  |
| Metropolitana de Belo Horizonte  | Itabira                  | Santa Maria de Itabira         |
| Metropolitana de Belo Horizonte  | Itabira                  | São Domingos do Prata          |
| Metropolitana de Belo Horizonte  | Itabira                  | São Gonçalo do Rio Abaixo      |
| Metropolitana de Belo Horizonte  | Itabira                  | São José do Goiabal            |
| Metropolitana de Belo Horizonte  | Itabira                  | Taquaraçu de Minas             |
| Metropolitana de Belo Horizonte  | Itaguara                 | Belo Vale                      |
| Metropolitana de Belo Horizonte  | Itaguara                 | Bonfim                         |
| Metropolitana de Belo Horizonte  | Itaguara                 | Crucilândia                    |
| Metropolitana de Belo Horizonte  | Itaguara                 | Itaguara                       |
| Metropolitana de Belo Horizonte  | Itaguara                 | Itatiaiuçu                     |
| Metropolitana de Belo Horizonte  | Itaguara                 | Jeceaba                        |
| Metropolitana de Belo Horizonte  | Itaguara                 | Moeda                          |
| Metropolitana de Belo Horizonte  | Itaguara                 | Piedade dos Gerais             |
| Metropolitana de Belo Horizonte  | Itaguara                 | Rio Manso                      |
| Metropolitana de Belo Horizonte  | Ouro Preto               | Diogo de Vasconcelos           |
| Metropolitana de Belo Horizonte  | Ouro Preto               | Itabirito                      |
| Metropolitana de Belo Horizonte  | Ouro Preto               | Mariana                        |
| Metropolitana de Belo Horizonte  | Ouro Preto               | Ouro Preto                     |
| Metropolitana de Belo Horizonte  | Pará de Minas            | Florestal                      |
| Metropolitana de Belo Horizonte  | Pará de Minas            | Onça de Pitangui               |
| Metropolitana de Belo Horizonte  | Pará de Minas            | Pará de Minas                  |
| Metropolitana de Belo Horizonte  | Pará de Minas            | Pitangui                       |
| Metropolitana de Belo Horizonte  | Pará de Minas            | São José da Varginha           |
| Metropolitana de Belo Horizonte  | Sete Lagoas              | Araçaí                         |
| Metropolitana de Belo Horizonte  | Sete Lagoas              | Baldim                         |
| Metropolitana de Belo Horizonte  | Sete Lagoas              | Cachoeira da Prata             |
| Metropolitana de Belo Horizonte  | Sete Lagoas              | Caetanópolis                   |
| Metropolitana de Belo Horizonte  | Sete Lagoas              | Capim Branco                   |
| Metropolitana de Belo Horizonte  | Sete Lagoas              | Cordisburgo                    |
| Metropolitana de Belo Horizonte  | Sete Lagoas              | Fortuna de Minas               |
| Metropolitana de Belo Horizonte  | Sete Lagoas              | Funilândia                     |
| Metropolitana de Belo Horizonte  | Sete Lagoas              | Inhaúma                        |
| Metropolitana de Belo Horizonte  | Sete Lagoas              | Jaboticatubas                  |
| Metropolitana de Belo Horizonte  | Sete Lagoas              | Jequitibá                      |
| Metropolitana de Belo Horizonte  | Sete Lagoas              | Maravilhas                     |
| Metropolitana de Belo Horizonte  | Sete Lagoas              | Matozinhos                     |
| Metropolitana de Belo Horizonte  | Sete Lagoas              | Papagaios                      |
| Metropolitana de Belo Horizonte  | Sete Lagoas              | Paraopeba                      |
| Metropolitana de Belo Horizonte  | Sete Lagoas              | Pequi                          |
| Metropolitana de Belo Horizonte  | Sete Lagoas              | Prudente de Morais             |
| Metropolitana de Belo Horizonte  | Sete Lagoas              | Santana de Pirapama            |
| Metropolitana de Belo Horizonte  | Sete Lagoas              | Santana do Riacho              |
| Metropolitana de Belo Horizonte  | Sete Lagoas              | Sete Lagoas                    |
| Noroeste de Minas                | Paracatu                 | Brasilândia de Minas           |
| Noroeste de Minas                | Paracatu                 | Guarda-Mor                     |
| Noroeste de Minas                | Paracatu                 | João Pinheiro                  |
| Noroeste de Minas                | Paracatu                 | Lagamar                        |
| Noroeste de Minas                | Paracatu                 | Lagoa Grande                   |
| Noroeste de Minas                | Paracatu                 | Paracatu                       |
| Noroeste de Minas                | Paracatu                 | Presidente Olegário            |
| Noroeste de Minas                | Paracatu                 | São Gonçalo do Abaeté          |
| Noroeste de Minas                | Paracatu                 | Varjão de Minas                |
| Noroeste de Minas                | Paracatu                 | Vazante                        |
| Noroeste de Minas                | Unaí                     | Arinos                         |
| Noroeste de Minas                | Unaí                     | Bonfinópolis de Minas          |
| Noroeste de Minas                | Unaí                     | Buritis                        |
| Noroeste de Minas                | Unaí                     | Cabeceira Grande               |
| Noroeste de Minas                | Unaí                     | Dom Bosco                      |
| Noroeste de Minas                | Unaí                     | Formoso                        |
| Noroeste de Minas                | Unaí                     | Natalândia                     |
| Noroeste de Minas                | Unaí                     | Unaí                           |
| Noroeste de Minas                | Unaí                     | Uruana de Minas                |
| Norte de Minas                   | Bocaiúva                 | Bocaiúva                       |
| Norte de Minas                   | Bocaiúva                 | Engenheiro Navarro             |
| Norte de Minas                   | Bocaiúva                 | Francisco Dumont               |
| Norte de Minas                   | Bocaiúva                 | Guaraciama                     |
| Norte de Minas                   | Bocaiúva                 | Olhos-d'Água                   |
| Norte de Minas                   | Grão Mogol               | Botumirim                      |
| Norte de Minas                   | Grão Mogol               | Cristália                      |
| Norte de Minas                   | Grão Mogol               | Grão Mogol                     |
| Norte de Minas                   | Grão Mogol               | Itacambira                     |
| Norte de Minas                   | Grão Mogol               | Josenópolis                    |
| Norte de Minas                   | Grão Mogol               | Padre Carvalho                 |
| Norte de Minas                   | Janaúba                  | Catuti                         |
| Norte de Minas                   | Janaúba                  | Espinosa                       |
| Norte de Minas                   | Janaúba                  | Gameleiras                     |
| Norte de Minas                   | Janaúba                  | Jaíba                          |
| Norte de Minas                   | Janaúba                  | Janaúba                        |
| Norte de Minas                   | Janaúba                  | Mamonas                        |
| Norte de Minas                   | Janaúba                  | Mato Verde                     |
| Norte de Minas                   | Janaúba                  | Monte Azul                     |
| Norte de Minas                   | Janaúba                  | Nova Porteirinha               |
| Norte de Minas                   | Janaúba                  | Pai Pedro                      |
| Norte de Minas                   | Janaúba                  | Porteirinha                    |
| Norte de Minas                   | Janaúba                  | Riacho dos Machados            |
| Norte de Minas                   | Janaúba                  | Serranópolis de Minas          |
| Norte de Minas                   | Januária                 | Bonito de Minas                |
| Norte de Minas                   | Januária                 | Chapada Gaúcha                 |
| Norte de Minas                   | Januária                 | Cônego Marinho                 |
| Norte de Minas                   | Januária                 | Icaraí de Minas                |
| Norte de Minas                   | Januária                 | Itacarambi                     |
| Norte de Minas                   | Januária                 | Januária                       |
| Norte de Minas                   | Januária                 | Juvenília                      |
| Norte de Minas                   | Januária                 | Manga                          |
| Norte de Minas                   | Januária                 | Matias Cardoso                 |
| Norte de Minas                   | Januária                 | Miravânia                      |
| Norte de Minas                   | Januária                 | Montalvânia                    |
| Norte de Minas                   | Januária                 | Pedras de Maria da Cruz        |
| Norte de Minas                   | Januária                 | Pintópolis                     |
| Norte de Minas                   | Januária                 | São Francisco                  |
| Norte de Minas                   | Januária                 | São João das Missões           |
| Norte de Minas                   | Januária                 | Urucuia                        |
| Norte de Minas                   | Montes Claros            | Brasília de Minas              |
| Norte de Minas                   | Montes Claros            | Campo Azul                     |
| Norte de Minas                   | Montes Claros            | Capitão Enéas                  |
| Norte de Minas                   | Montes Claros            | Claro dos Poções               |
| Norte de Minas                   | Montes Claros            | Coração de Jesus               |
| Norte de Minas                   | Montes Claros            | Francisco Sá                   |
| Norte de Minas                   | Montes Claros            | Glaucilândia                   |
| Norte de Minas                   | Montes Claros            | Ibiracatu                      |
| Norte de Minas                   | Montes Claros            | Japonvar                       |
| Norte de Minas                   | Montes Claros            | Juramento                      |
| Norte de Minas                   | Montes Claros            | Lontra                         |
| Norte de Minas                   | Montes Claros            | Luislândia                     |
| Norte de Minas                   | Montes Claros            | Mirabela                       |
| Norte de Minas                   | Montes Claros            | Montes Claros                  |
| Norte de Minas                   | Montes Claros            | Patis                          |
| Norte de Minas                   | Montes Claros            | Ponto Chique                   |
| Norte de Minas                   | Montes Claros            | São João da Lagoa              |
| Norte de Minas                   | Montes Claros            | São João da Ponte              |
| Norte de Minas                   | Montes Claros            | São João do Pacuí              |
| Norte de Minas                   | Montes Claros            | Ubaí                           |
| Norte de Minas                   | Montes Claros            | Varzelândia                    |
| Norte de Minas                   | Montes Claros            | Verdelândia                    |
| Norte de Minas                   | Pirapora                 | Buritizeiro                    |
| Norte de Minas                   | Pirapora                 | Ibiaí                          |
| Norte de Minas                   | Pirapora                 | Jequitaí                       |
| Norte de Minas                   | Pirapora                 | Lagoa dos Patos                |
| Norte de Minas                   | Pirapora                 | Lassance                       |
| Norte de Minas                   | Pirapora                 | Pirapora                       |
| Norte de Minas                   | Pirapora                 | Riachinho                      |
| Norte de Minas                   | Pirapora                 | Santa Fé de Minas              |
| Norte de Minas                   | Pirapora                 | São Romão                      |
| Norte de Minas                   | Pirapora                 | Várzea da Palma                |
| Norte de Minas                   | Salinas                  | Águas Vermelhas                |
| Norte de Minas                   | Salinas                  | Berizal                        |
| Norte de Minas                   | Salinas                  | Curral de Dentro               |
| Norte de Minas                   | Salinas                  | Divisa Alegre                  |
| Norte de Minas                   | Salinas                  | Fruta de Leite                 |
| Norte de Minas                   | Salinas                  | Indaiabira                     |
| Norte de Minas                   | Salinas                  | Montezuma                      |
| Norte de Minas                   | Salinas                  | Ninheira                       |
| Norte de Minas                   | Salinas                  | Novorizonte                    |
| Norte de Minas                   | Salinas                  | Rio Pardo de Minas             |
| Norte de Minas                   | Salinas                  | Rubelita                       |
| Norte de Minas                   | Salinas                  | Salinas                        |
| Norte de Minas                   | Salinas                  | Santa Cruz de Salinas          |
| Norte de Minas                   | Salinas                  | Santo Antônio do Retiro        |
| Norte de Minas                   | Salinas                  | São João do Paraíso            |
| Norte de Minas                   | Salinas                  | Taiobeiras                     |
| Norte de Minas                   | Salinas                  | Vargem Grande do Rio Pardo     |
| Oeste de Minas                   | Campo Belo               | Aguanil                        |
| Oeste de Minas                   | Campo Belo               | Campo Belo                     |
| Oeste de Minas                   | Campo Belo               | Cana Verde                     |
| Oeste de Minas                   | Campo Belo               | Candeias                       |
| Oeste de Minas                   | Campo Belo               | Cristais                       |
| Oeste de Minas                   | Campo Belo               | Perdões                        |
| Oeste de Minas                   | Campo Belo               | Santana do Jacaré              |
| Oeste de Minas                   | Divinópolis              | Carmo do Cajuru                |
| Oeste de Minas                   | Divinópolis              | Cláudio                        |
| Oeste de Minas                   | Divinópolis              | Conceição do Pará              |
| Oeste de Minas                   | Divinópolis              | Divinópolis                    |
| Oeste de Minas                   | Divinópolis              | Igaratinga                     |
| Oeste de Minas                   | Divinópolis              | Itaúna                         |
| Oeste de Minas                   | Divinópolis              | Nova Serrana                   |
| Oeste de Minas                   | Divinópolis              | Perdigão                       |
| Oeste de Minas                   | Divinópolis              | Santo Antônio do Monte         |
| Oeste de Minas                   | Divinópolis              | São Gonçalo do Pará            |
| Oeste de Minas                   | Divinópolis              | São Sebastião do Oeste         |
| Oeste de Minas                   | Formiga                  | Arcos                          |
| Oeste de Minas                   | Formiga                  | Camacho                        |
| Oeste de Minas                   | Formiga                  | Córrego Fundo                  |
| Oeste de Minas                   | Formiga                  | Formiga                        |
| Oeste de Minas                   | Formiga                  | Itapecerica                    |
| Oeste de Minas                   | Formiga                  | Pains                          |
| Oeste de Minas                   | Formiga                  | Pedra do Indaiá                |
| Oeste de Minas                   | Formiga                  | Pimenta                        |
| Oeste de Minas                   | Oliveira                 | Bom Sucesso                    |
| Oeste de Minas                   | Oliveira                 | Carmo da Mata                  |
| Oeste de Minas                   | Oliveira                 | Carmópolis de Minas            |
| Oeste de Minas                   | Oliveira                 | Ibituruna                      |
| Oeste de Minas                   | Oliveira                 | Oliveira                       |
| Oeste de Minas                   | Oliveira                 | Passa Tempo                    |
| Oeste de Minas                   | Oliveira                 | Piracema                       |
| Oeste de Minas                   | Oliveira                 | Santo Antônio do Amparo        |
| Oeste de Minas                   | Oliveira                 | São Francisco de Paula         |
| Oeste de Minas                   | Piui                     | Bambuí                         |
| Oeste de Minas                   | Piui                     | Córrego Danta                  |
| Oeste de Minas                   | Piui                     | Doresópolis                    |
| Oeste de Minas                   | Piui                     | Iguatama                       |
| Oeste de Minas                   | Piui                     | Medeiros                       |
| Oeste de Minas                   | Piui                     | Piumhi                         |
| Oeste de Minas                   | Piui                     | São Roque de Minas             |
| Oeste de Minas                   | Piui                     | Tapiraí                        |
| Oeste de Minas                   | Piui                     | Vargem Bonita                  |
| Sul/Sudoeste de Minas            | Alfenas                  | Alfenas                        |
| Sul/Sudoeste de Minas            | Alfenas                  | Alterosa                       |
| Sul/Sudoeste de Minas            | Alfenas                  | Areado                         |
| Sul/Sudoeste de Minas            | Alfenas                  | Carmo do Rio Claro             |
| Sul/Sudoeste de Minas            | Alfenas                  | Carvalhópolis                  |
| Sul/Sudoeste de Minas            | Alfenas                  | Conceição da Aparecida         |
| Sul/Sudoeste de Minas            | Alfenas                  | Divisa Nova                    |
| Sul/Sudoeste de Minas            | Alfenas                  | Fama                           |
| Sul/Sudoeste de Minas            | Alfenas                  | Machado                        |
| Sul/Sudoeste de Minas            | Alfenas                  | Paraguaçu                      |
| Sul/Sudoeste de Minas            | Alfenas                  | Poço Fundo                     |
| Sul/Sudoeste de Minas            | Alfenas                  | Serrania                       |
| Sul/Sudoeste de Minas            | Andrelândia              | Aiuruoca                       |
| Sul/Sudoeste de Minas            | Andrelândia              | Andrelândia                    |
| Sul/Sudoeste de Minas            | Andrelândia              | Arantina                       |
| Sul/Sudoeste de Minas            | Andrelândia              | Bocaina de Minas               |
| Sul/Sudoeste de Minas            | Andrelândia              | Bom Jardim de Minas            |
| Sul/Sudoeste de Minas            | Andrelândia              | Carvalhos                      |
| Sul/Sudoeste de Minas            | Andrelândia              | Cruzília                       |
| Sul/Sudoeste de Minas            | Andrelândia              | Liberdade                      |
| Sul/Sudoeste de Minas            | Andrelândia              | Minduri                        |
| Sul/Sudoeste de Minas            | Andrelândia              | Passa-Vinte                    |
| Sul/Sudoeste de Minas            | Andrelândia              | São Vicente de Minas           |
| Sul/Sudoeste de Minas            | Andrelândia              | Seritinga                      |
| Sul/Sudoeste de Minas            | Andrelândia              | Serranos                       |
| Sul/Sudoeste de Minas            | Itajubá                  | Brasópolis                     |
| Sul/Sudoeste de Minas            | Itajubá                  | Consolação                     |
| Sul/Sudoeste de Minas            | Itajubá                  | Cristina                       |
| Sul/Sudoeste de Minas            | Itajubá                  | Delfim Moreira                 |
| Sul/Sudoeste de Minas            | Itajubá                  | Dom Viçoso                     |
| Sul/Sudoeste de Minas            | Itajubá                  | Itajubá                        |
| Sul/Sudoeste de Minas            | Itajubá                  | Maria da Fé                    |
| Sul/Sudoeste de Minas            | Itajubá                  | Marmelópolis                   |
| Sul/Sudoeste de Minas            | Itajubá                  | Paraisópolis                   |
| Sul/Sudoeste de Minas            | Itajubá                  | Piranguçu                      |
| Sul/Sudoeste de Minas            | Itajubá                  | Piranguinho                    |
| Sul/Sudoeste de Minas            | Itajubá                  | Virgínia                       |
| Sul/Sudoeste de Minas            | Itajubá                  | Wenceslau Braz                 |
| Sul/Sudoeste de Minas            | Passos                   | Alpinópolis                    |
| Sul/Sudoeste de Minas            | Passos                   | Bom Jesus da Penha             |
| Sul/Sudoeste de Minas            | Passos                   | Capetinga                      |
| Sul/Sudoeste de Minas            | Passos                   | Capitólio                      |
| Sul/Sudoeste de Minas            | Passos                   | Cássia                         |
| Sul/Sudoeste de Minas            | Passos                   | Claraval                       |
| Sul/Sudoeste de Minas            | Passos                   | Delfinópolis                   |
| Sul/Sudoeste de Minas            | Passos                   | Fortaleza de Minas             |
| Sul/Sudoeste de Minas            | Passos                   | Ibiraci                        |
| Sul/Sudoeste de Minas            | Passos                   | Itaú de Minas                  |
| Sul/Sudoeste de Minas            | Passos                   | Passos                         |
| Sul/Sudoeste de Minas            | Passos                   | Pratápolis                     |
| Sul/Sudoeste de Minas            | Passos                   | São João Batista do Glória     |
| Sul/Sudoeste de Minas            | Passos                   | São José da Barra              |
| Sul/Sudoeste de Minas            | Poços de Caldas          | Albertina                      |
| Sul/Sudoeste de Minas            | Poços de Caldas          | Andradas                       |
| Sul/Sudoeste de Minas            | Poços de Caldas          | Bandeira do Sul                |
| Sul/Sudoeste de Minas            | Poços de Caldas          | Botelhos                       |
| Sul/Sudoeste de Minas            | Poços de Caldas          | Caldas                         |
| Sul/Sudoeste de Minas            | Poços de Caldas          | Campestre                      |
| Sul/Sudoeste de Minas            | Poços de Caldas          | Ibitiúra de Minas              |
| Sul/Sudoeste de Minas            | Poços de Caldas          | Inconfidentes                  |
| Sul/Sudoeste de Minas            | Poços de Caldas          | Jacutinga                      |
| Sul/Sudoeste de Minas            | Poços de Caldas          | Monte Sião                     |
| Sul/Sudoeste de Minas            | Poços de Caldas          | Ouro Fino                      |
| Sul/Sudoeste de Minas            | Poços de Caldas          | Poços de Caldas                |
| Sul/Sudoeste de Minas            | Poços de Caldas          | Santa Rita de Caldas           |
| Sul/Sudoeste de Minas            | Pouso Alegre             | Bom Repouso                    |
| Sul/Sudoeste de Minas            | Pouso Alegre             | Borda da Mata                  |
| Sul/Sudoeste de Minas            | Pouso Alegre             | Bueno Brandão                  |
| Sul/Sudoeste de Minas            | Pouso Alegre             | Camanducaia                    |
| Sul/Sudoeste de Minas            | Pouso Alegre             | Cambuí                         |
| Sul/Sudoeste de Minas            | Pouso Alegre             | Congonhal                      |
| Sul/Sudoeste de Minas            | Pouso Alegre             | Córrego do Bom Jesus           |
| Sul/Sudoeste de Minas            | Pouso Alegre             | Espírito Santo do Dourado      |
| Sul/Sudoeste de Minas            | Pouso Alegre             | Estiva                         |
| Sul/Sudoeste de Minas            | Pouso Alegre             | Extrema                        |
| Sul/Sudoeste de Minas            | Pouso Alegre             | Gonçalves                      |
| Sul/Sudoeste de Minas            | Pouso Alegre             | Ipuiúna                        |
| Sul/Sudoeste de Minas            | Pouso Alegre             | Itapeva                        |
| Sul/Sudoeste de Minas            | Pouso Alegre             | Munhoz                         |
| Sul/Sudoeste de Minas            | Pouso Alegre             | Pouso Alegre                   |
| Sul/Sudoeste de Minas            | Pouso Alegre             | Sapucaí-Mirim                  |
| Sul/Sudoeste de Minas            | Pouso Alegre             | Senador Amaral                 |
| Sul/Sudoeste de Minas            | Pouso Alegre             | Senador José Bento             |
| Sul/Sudoeste de Minas            | Pouso Alegre             | Tocos do Moji                  |
| Sul/Sudoeste de Minas            | Pouso Alegre             | Toledo                         |
| Sul/Sudoeste de Minas            | Santa Rita do Sapucaí    | Cachoeira de Minas             |
| Sul/Sudoeste de Minas            | Santa Rita do Sapucaí    | Careaçu                        |
| Sul/Sudoeste de Minas            | Santa Rita do Sapucaí    | Conceição das Pedras           |
| Sul/Sudoeste de Minas            | Santa Rita do Sapucaí    | Conceição dos Ouros            |
| Sul/Sudoeste de Minas            | Santa Rita do Sapucaí    | Cordislândia                   |
| Sul/Sudoeste de Minas            | Santa Rita do Sapucaí    | Heliodora                      |
| Sul/Sudoeste de Minas            | Santa Rita do Sapucaí    | Natércia                       |
| Sul/Sudoeste de Minas            | Santa Rita do Sapucaí    | Pedralva                       |
| Sul/Sudoeste de Minas            | Santa Rita do Sapucaí    | Santa Rita do Sapucaí          |
| Sul/Sudoeste de Minas            | Santa Rita do Sapucaí    | São Gonçalo do Sapucaí         |
| Sul/Sudoeste de Minas            | Santa Rita do Sapucaí    | São João da Mata               |
| Sul/Sudoeste de Minas            | Santa Rita do Sapucaí    | São José do Alegre             |
| Sul/Sudoeste de Minas            | Santa Rita do Sapucaí    | São Sebastião da Bela Vista    |
| Sul/Sudoeste de Minas            | Santa Rita do Sapucaí    | Silvianópolis                  |
| Sul/Sudoeste de Minas            | Santa Rita do Sapucaí    | Turvolândia                    |
| Sul/Sudoeste de Minas            | São Lourenço             | Alagoa                         |
| Sul/Sudoeste de Minas            | São Lourenço             | Baependi                       |
| Sul/Sudoeste de Minas            | São Lourenço             | Cambuquira                     |
| Sul/Sudoeste de Minas            | São Lourenço             | Carmo de Minas                 |
| Sul/Sudoeste de Minas            | São Lourenço             | Caxambu                        |
| Sul/Sudoeste de Minas            | São Lourenço             | Conceição do Rio Verde         |
| Sul/Sudoeste de Minas            | São Lourenço             | Itamonte                       |
| Sul/Sudoeste de Minas            | São Lourenço             | Itanhandu                      |
| Sul/Sudoeste de Minas            | São Lourenço             | Jesuânia                       |
| Sul/Sudoeste de Minas            | São Lourenço             | Lambari                        |
| Sul/Sudoeste de Minas            | São Lourenço             | Olímpio Noronha                |
| Sul/Sudoeste de Minas            | São Lourenço             | Passa Quatro                   |
| Sul/Sudoeste de Minas            | São Lourenço             | Pouso Alto                     |
| Sul/Sudoeste de Minas            | São Lourenço             | São Lourenço                   |
| Sul/Sudoeste de Minas            | São Lourenço             | São Sebastião do Rio Verde     |
| Sul/Sudoeste de Minas            | São Lourenço             | Soledade de Minas              |
| Sul/Sudoeste de Minas            | São Sebastiao do Paraíso | Arceburgo                      |
| Sul/Sudoeste de Minas            | São Sebastiao do Paraíso | Cabo Verde                     |
| Sul/Sudoeste de Minas            | São Sebastiao do Paraíso | Guaranesia                     |
| Sul/Sudoeste de Minas            | São Sebastiao do Paraíso | Guaxupé                        |
| Sul/Sudoeste de Minas            | São Sebastiao do Paraíso | Itamogi                        |
| Sul/Sudoeste de Minas            | São Sebastiao do Paraíso | Jacuí                          |
| Sul/Sudoeste de Minas            | São Sebastiao do Paraíso | Juruaia                        |
| Sul/Sudoeste de Minas            | São Sebastiao do Paraíso | Monte Belo                     |
| Sul/Sudoeste de Minas            | São Sebastiao do Paraíso | Monte Santo de Minas           |
| Sul/Sudoeste de Minas            | São Sebastiao do Paraíso | Muzambinho                     |
| Sul/Sudoeste de Minas            | São Sebastiao do Paraíso | Nova Resende                   |
| Sul/Sudoeste de Minas            | São Sebastiao do Paraíso | São Pedro da União             |
| Sul/Sudoeste de Minas            | São Sebastiao do Paraíso | São Sebastião do Paraíso       |
| Sul/Sudoeste de Minas            | São Sebastiao do Paraíso | São Tomás de Aquino            |
| Sul/Sudoeste de Minas            | Varginha                 | Boa Esperança                  |
| Sul/Sudoeste de Minas            | Varginha                 | Campanha                       |
| Sul/Sudoeste de Minas            | Varginha                 | Campo do Meio                  |
| Sul/Sudoeste de Minas            | Varginha                 | Campos Gerais                  |
| Sul/Sudoeste de Minas            | Varginha                 | Carmo da Cachoeira             |
| Sul/Sudoeste de Minas            | Varginha                 | Coqueiral                      |
| Sul/Sudoeste de Minas            | Varginha                 | Elói Mendes                    |
| Sul/Sudoeste de Minas            | Varginha                 | Guapé                          |
| Sul/Sudoeste de Minas            | Varginha                 | Ilicínea                       |
| Sul/Sudoeste de Minas            | Varginha                 | Monsenhor Paulo                |
| Sul/Sudoeste de Minas            | Varginha                 | Santana da Vargem              |
| Sul/Sudoeste de Minas            | Varginha                 | São Bento Abade                |
| Sul/Sudoeste de Minas            | Varginha                 | São Thomé das Letras           |
| Sul/Sudoeste de Minas            | Varginha                 | Três Corações                  |
| Sul/Sudoeste de Minas            | Varginha                 | Três Pontas                    |
| Sul/Sudoeste de Minas            | Varginha                 | Varginha                       |
| Triângulo Mineiro/Alto Paranaiba | Araxá                    | Araxá                          |
| Triângulo Mineiro/Alto Paranaiba | Araxá                    | Campos Altos                   |
| Triângulo Mineiro/Alto Paranaiba | Araxá                    | Ibiá                           |
| Triângulo Mineiro/Alto Paranaiba | Araxá                    | Nova Ponte                     |
| Triângulo Mineiro/Alto Paranaiba | Araxá                    | Pedrinópolis                   |
| Triângulo Mineiro/Alto Paranaiba | Araxá                    | Perdizes                       |
| Triângulo Mineiro/Alto Paranaiba | Araxá                    | Pratinha                       |
| Triângulo Mineiro/Alto Paranaiba | Araxá                    | Sacramento                     |
| Triângulo Mineiro/Alto Paranaiba | Araxá                    | Santa Juliana                  |
| Triângulo Mineiro/Alto Paranaiba | Araxá                    | Tapira                         |
| Triângulo Mineiro/Alto Paranaiba | Frutal                   | Campina Verde                  |
| Triângulo Mineiro/Alto Paranaiba | Frutal                   | Carneirinho                    |
| Triângulo Mineiro/Alto Paranaiba | Frutal                   | Comendador Gomes               |
| Triângulo Mineiro/Alto Paranaiba | Frutal                   | Fronteira                      |
| Triângulo Mineiro/Alto Paranaiba | Frutal                   | Frutal                         |
| Triângulo Mineiro/Alto Paranaiba | Frutal                   | Itapagipe                      |
| Triângulo Mineiro/Alto Paranaiba | Frutal                   | Iturama                        |
| Triângulo Mineiro/Alto Paranaiba | Frutal                   | Limeira do Oeste               |
| Triângulo Mineiro/Alto Paranaiba | Frutal                   | Pirajuba                       |
| Triângulo Mineiro/Alto Paranaiba | Frutal                   | Planura                        |
| Triângulo Mineiro/Alto Paranaiba | Frutal                   | São Francisco de Sales         |
| Triângulo Mineiro/Alto Paranaiba | Frutal                   | União de Minas                 |
| Triângulo Mineiro/Alto Paranaiba | Ituiutaba                | Cachoeira Dourada              |
| Triângulo Mineiro/Alto Paranaiba | Ituiutaba                | Capinópolis                    |
| Triângulo Mineiro/Alto Paranaiba | Ituiutaba                | Gurinhatã                      |
| Triângulo Mineiro/Alto Paranaiba | Ituiutaba                | Ipiaçu                         |
| Triângulo Mineiro/Alto Paranaiba | Ituiutaba                | Ituiutaba                      |
| Triângulo Mineiro/Alto Paranaiba | Ituiutaba                | Santa Vitória                  |
| Triângulo Mineiro/Alto Paranaiba | Patos de Minas           | Arapuá                         |
| Triângulo Mineiro/Alto Paranaiba | Patos de Minas           | Carmo do Paranaíba             |
| Triângulo Mineiro/Alto Paranaiba | Patos de Minas           | Guimarânia                     |
| Triângulo Mineiro/Alto Paranaiba | Patos de Minas           | Lagoa Formosa                  |
| Triângulo Mineiro/Alto Paranaiba | Patos de Minas           | Matutina                       |
| Triângulo Mineiro/Alto Paranaiba | Patos de Minas           | Patos de Minas                 |
| Triângulo Mineiro/Alto Paranaiba | Patos de Minas           | Rio Paranaíba                  |
| Triângulo Mineiro/Alto Paranaiba | Patos de Minas           | Santa Rosa da Serra            |
| Triângulo Mineiro/Alto Paranaiba | Patos de Minas           | Major Porto                    |
| Triângulo Mineiro/Alto Paranaiba | Patos de Minas           | São Gotardo                    |
| Triângulo Mineiro/Alto Paranaiba | Patos de Minas           | Tiros                          |
| Triângulo Mineiro/Alto Paranaiba | Patrocínio               | Abadia dos Dourados            |
| Triângulo Mineiro/Alto Paranaiba | Patrocínio               | Coromandel                     |
| Triângulo Mineiro/Alto Paranaiba | Patrocínio               | Cruzeiro da Fortaleza          |
| Triângulo Mineiro/Alto Paranaiba | Patrocínio               | Douradoquara                   |
| Triângulo Mineiro/Alto Paranaiba | Patrocínio               | Estrela do Sul                 |
| Triângulo Mineiro/Alto Paranaiba | Patrocínio               | Grupiara                       |
| Triângulo Mineiro/Alto Paranaiba | Patrocínio               | Iraí de Minas                  |
| Triângulo Mineiro/Alto Paranaiba | Patrocínio               | Monte Carmelo                  |
| Triângulo Mineiro/Alto Paranaiba | Patrocínio               | Patrocínio                     |
| Triângulo Mineiro/Alto Paranaiba | Patrocínio               | Romaria                        |
| Triângulo Mineiro/Alto Paranaiba | Patrocínio               | Serra do Salitre               |
| Triângulo Mineiro/Alto Paranaiba | Uberaba                  | Água Comprida                  |
| Triângulo Mineiro/Alto Paranaiba | Uberaba                  | Campo Florido                  |
| Triângulo Mineiro/Alto Paranaiba | Uberaba                  | Conceição das Alagoas          |
| Triângulo Mineiro/Alto Paranaiba | Uberaba                  | Conquista                      |
| Triângulo Mineiro/Alto Paranaiba | Uberaba                  | Delta                          |
| Triângulo Mineiro/Alto Paranaiba | Uberaba                  | Uberaba                        |
| Triângulo Mineiro/Alto Paranaiba | Uberaba                  | Veríssimo                      |
| Triângulo Mineiro/Alto Paranaiba | Uberlândia               | Araguari                       |
| Triângulo Mineiro/Alto Paranaiba | Uberlândia               | Araporã                        |
| Triângulo Mineiro/Alto Paranaiba | Uberlândia               | Canápolis                      |
| Triângulo Mineiro/Alto Paranaiba | Uberlândia               | Cascalho Rico                  |
| Triângulo Mineiro/Alto Paranaiba | Uberlândia               | Centralina                     |
| Triângulo Mineiro/Alto Paranaiba | Uberlândia               | Indianópolis                   |
| Triângulo Mineiro/Alto Paranaiba | Uberlândia               | Monte Alegre de Minas          |
| Triângulo Mineiro/Alto Paranaiba | Uberlândia               | Prata                          |
| Triângulo Mineiro/Alto Paranaiba | Uberlândia               | Tupaciguara                    |
| Triângulo Mineiro/Alto Paranaiba | Uberlândia               | Uberlândia                     |
| Vale do Mucuri                   | Nanuque                  | Águas Formosas                 |
| Vale do Mucuri                   | Nanuque                  | Bertópolis                     |
| Vale do Mucuri                   | Nanuque                  | Carlos Chagas                  |
| Vale do Mucuri                   | Nanuque                  | Crisólita                      |
| Vale do Mucuri                   | Nanuque                  | Fronteira dos Vales            |
| Vale do Mucuri                   | Nanuque                  | Machacalis                     |
| Vale do Mucuri                   | Nanuque                  | Nanuque                        |
| Vale do Mucuri                   | Nanuque                  | Santa Helena de Minas          |
| Vale do Mucuri                   | Nanuque                  | Serra dos Aimorés              |
| Vale do Mucuri                   | Nanuque                  | Umburatiba                     |
| Vale do Mucuri                   | Teófilo Otoni            | Ataléia                        |
| Vale do Mucuri                   | Teófilo Otoni            | Catuji                         |
| Vale do Mucuri                   | Teófilo Otoni            | Franciscópolis                 |
| Vale do Mucuri                   | Teófilo Otoni            | Frei Gaspar                    |
| Vale do Mucuri                   | Teófilo Otoni            | Itaipé                         |
| Vale do Mucuri                   | Teófilo Otoni            | Ladainha                       |
| Vale do Mucuri                   | Teófilo Otoni            | Malacacheta                    |
| Vale do Mucuri                   | Teófilo Otoni            | Novo Oriente de Minas          |
| Vale do Mucuri                   | Teófilo Otoni            | Ouro Verde de Minas            |
| Vale do Mucuri                   | Teófilo Otoni            | Pavão                          |
| Vale do Mucuri                   | Teófilo Otoni            | Poté                           |
| Vale do Mucuri                   | Teófilo Otoni            | Setubinha                      |
| Vale do Mucuri                   | Teófilo Otoni            | Teófilo Otoni                  |
| Vale do Rio Doce                 | Aimorés                  | Aimorés                        |
| Vale do Rio Doce                 | Aimorés                  | Alvarenga                      |
| Vale do Rio Doce                 | Aimorés                  | Conceição de Ipanema           |
| Vale do Rio Doce                 | Aimorés                  | Conselheiro Pena               |
| Vale do Rio Doce                 | Aimorés                  | Cuparaque                      |
| Vale do Rio Doce                 | Aimorés                  | Goiabeira                      |
| Vale do Rio Doce                 | Aimorés                  | Ipanema                        |
| Vale do Rio Doce                 | Aimorés                  | Itueta                         |
| Vale do Rio Doce                 | Aimorés                  | Mutum                          |
| Vale do Rio Doce                 | Aimorés                  | Pocrane                        |
| Vale do Rio Doce                 | Aimorés                  | Resplendor                     |
| Vale do Rio Doce                 | Aimorés                  | Santa Rita do Itueto           |
| Vale do Rio Doce                 | Aimorés                  | Taparuba                       |
| Vale do Rio Doce                 | Caratinga                | Bom Jesus do Galho             |
| Vale do Rio Doce                 | Caratinga                | Bugre                          |
| Vale do Rio Doce                 | Caratinga                | Caratinga                      |
| Vale do Rio Doce                 | Caratinga                | Córrego Novo                   |
| Vale do Rio Doce                 | Caratinga                | Dom Cavati                     |
| Vale do Rio Doce                 | Caratinga                | Entre Folhas                   |
| Vale do Rio Doce                 | Caratinga                | Iapu                           |
| Vale do Rio Doce                 | Caratinga                | Imbé de Minas                  |
| Vale do Rio Doce                 | Caratinga                | Inhapim                        |
| Vale do Rio Doce                 | Caratinga                | Ipaba                          |
| Vale do Rio Doce                 | Caratinga                | Piedade de Caratinga           |
| Vale do Rio Doce                 | Caratinga                | Pingo-d'Água                   |
| Vale do Rio Doce                 | Caratinga                | Santa Bárbara do Leste         |
| Vale do Rio Doce                 | Caratinga                | Santa Rita de Minas            |
| Vale do Rio Doce                 | Caratinga                | São Domingos das Dores         |
| Vale do Rio Doce                 | Caratinga                | São João do Oriente            |
| Vale do Rio Doce                 | Caratinga                | São Sebastião do Anta          |
| Vale do Rio Doce                 | Caratinga                | Tarumirim                      |
| Vale do Rio Doce                 | Caratinga                | Ubaporanga                     |
| Vale do Rio Doce                 | Caratinga                | Vargem Alegre                  |
| Vale do Rio Doce                 | Governador Valadares     | Alpercata                      |
| Vale do Rio Doce                 | Governador Valadares     | Campanário                     |
| Vale do Rio Doce                 | Governador Valadares     | Capitão Andrade                |
| Vale do Rio Doce                 | Governador Valadares     | Coroaci                        |
| Vale do Rio Doce                 | Governador Valadares     | Divino das Laranjeiras         |
| Vale do Rio Doce                 | Governador Valadares     | Engenheiro Caldas              |
| Vale do Rio Doce                 | Governador Valadares     | Fernandes Tourinho             |
| Vale do Rio Doce                 | Governador Valadares     | Frei Inocêncio                 |
| Vale do Rio Doce                 | Governador Valadares     | Galiléia                       |
| Vale do Rio Doce                 | Governador Valadares     | Governador Valadares           |
| Vale do Rio Doce                 | Governador Valadares     | Itambacuri                     |
| Vale do Rio Doce                 | Governador Valadares     | Itanhomi                       |
| Vale do Rio Doce                 | Governador Valadares     | Jampruca                       |
| Vale do Rio Doce                 | Governador Valadares     | Marilac                        |
| Vale do Rio Doce                 | Governador Valadares     | Mathias Lobato                 |
| Vale do Rio Doce                 | Governador Valadares     | Nacip Raydan                   |
| Vale do Rio Doce                 | Governador Valadares     | Nova Módica                    |
| Vale do Rio Doce                 | Governador Valadares     | Pescador                       |
| Vale do Rio Doce                 | Governador Valadares     | São Geraldo da Piedade         |
| Vale do Rio Doce                 | Governador Valadares     | São Geraldo do Baixio          |
| Vale do Rio Doce                 | Governador Valadares     | São José da Safira             |
| Vale do Rio Doce                 | Governador Valadares     | São José do Divino             |
| Vale do Rio Doce                 | Governador Valadares     | Sobrália                       |
| Vale do Rio Doce                 | Governador Valadares     | Tumiritinga                    |
| Vale do Rio Doce                 | Governador Valadares     | Virgolândia                    |
| Vale do Rio Doce                 | Guanhães                 | Braúnas                        |
| Vale do Rio Doce                 | Guanhães                 | Carmésia                       |
| Vale do Rio Doce                 | Guanhães                 | Coluna                         |
| Vale do Rio Doce                 | Guanhães                 | Divinolândia de Minas          |
| Vale do Rio Doce                 | Guanhães                 | Dores de Guanhães              |
| Vale do Rio Doce                 | Guanhães                 | Gonzaga                        |
| Vale do Rio Doce                 | Guanhães                 | Guanhães                       |
| Vale do Rio Doce                 | Guanhães                 | Materlândia                    |
| Vale do Rio Doce                 | Guanhães                 | Paulistas                      |
| Vale do Rio Doce                 | Guanhães                 | Sabinópolis                    |
| Vale do Rio Doce                 | Guanhães                 | Santa Efigênia de Minas        |
| Vale do Rio Doce                 | Guanhães                 | São João Evangelista           |
| Vale do Rio Doce                 | Guanhães                 | Sardoá                         |
| Vale do Rio Doce                 | Guanhães                 | Senhora do Porto               |
| Vale do Rio Doce                 | Guanhães                 | Virginópolis                   |
| Vale do Rio Doce                 | Ipatinga                 | Açucena                        |
| Vale do Rio Doce                 | Ipatinga                 | Antônio Dias                   |
| Vale do Rio Doce                 | Ipatinga                 | Belo Oriente                   |
| Vale do Rio Doce                 | Ipatinga                 | Coronel Fabriciano             |
| Vale do Rio Doce                 | Ipatinga                 | Ipatinga                       |
| Vale do Rio Doce                 | Ipatinga                 | Jaguaraçu                      |
| Vale do Rio Doce                 | Ipatinga                 | Joanésia                       |
| Vale do Rio Doce                 | Ipatinga                 | Marliéria                      |
| Vale do Rio Doce                 | Ipatinga                 | Mesquita                       |
| Vale do Rio Doce                 | Ipatinga                 | Naque                          |
| Vale do Rio Doce                 | Ipatinga                 | Periquito                      |
| Vale do Rio Doce                 | Ipatinga                 | Santana do Paraíso             |
| Vale do Rio Doce                 | Ipatinga                 | Timóteo                        |
| Vale do Rio Doce                 | Mantena                  | Central de Minas               |
| Vale do Rio Doce                 | Mantena                  | Itabirinha de Mantena          |
| Vale do Rio Doce                 | Mantena                  | Mantena                        |
| Vale do Rio Doce                 | Mantena                  | Mendes Pimentel                |
| Vale do Rio Doce                 | Mantena                  | Nova Belém                     |
| Vale do Rio Doce                 | Mantena                  | São Félix de Minas             |
| Vale do Rio Doce                 | Mantena                  | São João do Manteninha         |
| Vale do Rio Doce                 | Peçanha                  | Água Boa                       |
| Vale do Rio Doce                 | Peçanha                  | Cantagalo                      |
| Vale do Rio Doce                 | Peçanha                  | Frei Lagonegro                 |
| Vale do Rio Doce                 | Peçanha                  | José Raydan                    |
| Vale do Rio Doce                 | Peçanha                  | Peçanha                        |
| Vale do Rio Doce                 | Peçanha                  | Santa Maria do Suaçuí          |
| Vale do Rio Doce                 | Peçanha                  | São José do Jacuri             |
| Vale do Rio Doce                 | Peçanha                  | São Pedro do Suaçuí            |
| Vale do Rio Doce                 | Peçanha                  | São Sebastião do Maranhão      |
| Zona da Mata                     | Cataguases               | Além Paraíba                   |
| Zona da Mata                     | Cataguases               | Argirita                       |
| Zona da Mata                     | Cataguases               | Cataguases                     |
| Zona da Mata                     | Cataguases               | Dona Eusébia                   |
| Zona da Mata                     | Cataguases               | Estrela Dalva                  |
| Zona da Mata                     | Cataguases               | Itamarati de Minas             |
| Zona da Mata                     | Cataguases               | Laranjal                       |
| Zona da Mata                     | Cataguases               | Leopoldina                     |
| Zona da Mata                     | Cataguases               | Palma                          |
| Zona da Mata                     | Cataguases               | Pirapetinga                    |
| Zona da Mata                     | Cataguases               | Recreio                        |
| Zona da Mata                     | Cataguases               | Santana de Cataguases          |
| Zona da Mata                     | Cataguases               | Santo Antônio do Aventureiro   |
| Zona da Mata                     | Cataguases               | Volta Grande                   |
| Zona da Mata                     | Juiz de Fora             | Aracitaba                      |
| Zona da Mata                     | Juiz de Fora             | Belmiro Braga                  |
| Zona da Mata                     | Juiz de Fora             | Bias Fortes                    |
| Zona da Mata                     | Juiz de Fora             | Bicas                          |
| Zona da Mata                     | Juiz de Fora             | Chácara                        |
| Zona da Mata                     | Juiz de Fora             | Chiador                        |
| Zona da Mata                     | Juiz de Fora             | Coronel Pacheco                |
| Zona da Mata                     | Juiz de Fora             | Descoberto                     |
| Zona da Mata                     | Juiz de Fora             | Ewbank da Câmara               |
| Zona da Mata                     | Juiz de Fora             | Goianá                         |
| Zona da Mata                     | Juiz de Fora             | Guarará                        |
| Zona da Mata                     | Juiz de Fora             | Juiz de Fora                   |
| Zona da Mata                     | Juiz de Fora             | Lima Duarte                    |
| Zona da Mata                     | Juiz de Fora             | Mar de Espanha                 |
| Zona da Mata                     | Juiz de Fora             | Maripá de Minas                |
| Zona da Mata                     | Juiz de Fora             | Matias Barbosa                 |
| Zona da Mata                     | Juiz de Fora             | Olaria                         |
| Zona da Mata                     | Juiz de Fora             | Oliveira Fortes                |
| Zona da Mata                     | Juiz de Fora             | Paiva                          |
| Zona da Mata                     | Juiz de Fora             | Pedro Teixeira                 |
| Zona da Mata                     | Juiz de Fora             | Pequeri                        |
| Zona da Mata                     | Juiz de Fora             | Piau                           |
| Zona da Mata                     | Juiz de Fora             | Rio Novo                       |
| Zona da Mata                     | Juiz de Fora             | Rio Preto                      |
| Zona da Mata                     | Juiz de Fora             | Rochedo de Minas               |
| Zona da Mata                     | Juiz de Fora             | Santa Bárbara do Monte Verde   |
| Zona da Mata                     | Juiz de Fora             | Santa Rita de Ibitipoca        |
| Zona da Mata                     | Juiz de Fora             | Santa Rita de Jacutinga        |
| Zona da Mata                     | Juiz de Fora             | Santana do Deserto             |
| Zona da Mata                     | Juiz de Fora             | Santos Dumont                  |
| Zona da Mata                     | Juiz de Fora             | São João Nepomuceno            |
| Zona da Mata                     | Juiz de Fora             | Senador Cortes                 |
| Zona da Mata                     | Juiz de Fora             | Simão Pereira                  |
| Zona da Mata                     | Manhuaçu                 | Abre Campo                     |
| Zona da Mata                     | Manhuaçu                 | Alto Caparaó                   |
| Zona da Mata                     | Manhuaçu                 | Alto Jequitibá                 |
| Zona da Mata                     | Manhuaçu                 | Caparaó                        |
| Zona da Mata                     | Manhuaçu                 | Caputira                       |
| Zona da Mata                     | Manhuaçu                 | Chalé                          |
| Zona da Mata                     | Manhuaçu                 | Durandé                        |
| Zona da Mata                     | Manhuaçu                 | Lajinha                        |
| Zona da Mata                     | Manhuaçu                 | Luisburgo                      |
| Zona da Mata                     | Manhuaçu                 | Manhuaçu                       |
| Zona da Mata                     | Manhuaçu                 | Manhumirim                     |
| Zona da Mata                     | Manhuaçu                 | Martins Soares                 |
| Zona da Mata                     | Manhuaçu                 | Matipó                         |
| Zona da Mata                     | Manhuaçu                 | Pedra Bonita                   |
| Zona da Mata                     | Manhuaçu                 | Reduto                         |
| Zona da Mata                     | Manhuaçu                 | Santa Margarida                |
| Zona da Mata                     | Manhuaçu                 | Santana do Manhuaçu            |
| Zona da Mata                     | Manhuaçu                 | São João do Manhuaçu           |
| Zona da Mata                     | Manhuaçu                 | São José do Mantimento         |
| Zona da Mata                     | Manhuaçu                 | Simonésia                      |
| Zona da Mata                     | Muriaé                   | Antônio Prado de Minas         |
| Zona da Mata                     | Muriaé                   | Barão de Monte Alto            |
| Zona da Mata                     | Muriaé                   | Caiana                         |
| Zona da Mata                     | Muriaé                   | Carangola                      |
| Zona da Mata                     | Muriaé                   | Divino                         |
| Zona da Mata                     | Muriaé                   | Espera Feliz                   |
| Zona da Mata                     | Muriaé                   | Eugenópolis                    |
| Zona da Mata                     | Muriaé                   | Faria Lemos                    |
| Zona da Mata                     | Muriaé                   | Fervedouro                     |
| Zona da Mata                     | Muriaé                   | Miradouro                      |
| Zona da Mata                     | Muriaé                   | Miraí                          |
| Zona da Mata                     | Muriaé                   | Muriaé                         |
| Zona da Mata                     | Muriaé                   | Orizânia                       |
| Zona da Mata                     | Muriaé                   | Patrocínio do Muriaé           |
| Zona da Mata                     | Muriaé                   | Pedra Dourada                  |
| Zona da Mata                     | Muriaé                   | Rosário da Limeira             |
| Zona da Mata                     | Muriaé                   | São Francisco do Glória        |
| Zona da Mata                     | Muriaé                   | São Sebastião da Vargem Alegre |
| Zona da Mata                     | Muriaé                   | Tombos                         |
| Zona da Mata                     | Muriaé                   | Vieiras                        |
| Zona da Mata                     | Ponte Nova               | Acaiaca                        |
| Zona da Mata                     | Ponte Nova               | Barra Longa                    |
| Zona da Mata                     | Ponte Nova               | Dom Silvério                   |
| Zona da Mata                     | Ponte Nova               | Guaraciaba                     |
| Zona da Mata                     | Ponte Nova               | Jequeri                        |
| Zona da Mata                     | Ponte Nova               | Oratórios                      |
| Zona da Mata                     | Ponte Nova               | Piedade de Ponte Nova          |
| Zona da Mata                     | Ponte Nova               | Ponte Nova                     |
| Zona da Mata                     | Ponte Nova               | Raul Soares                    |
| Zona da Mata                     | Ponte Nova               | Rio Casca                      |
| Zona da Mata                     | Ponte Nova               | Rio Doce                       |
| Zona da Mata                     | Ponte Nova               | Santa Cruz do Escalvado        |
| Zona da Mata                     | Ponte Nova               | Santo Antônio do Grama         |
| Zona da Mata                     | Ponte Nova               | São Pedro dos Ferros           |
| Zona da Mata                     | Ponte Nova               | Sem-Peixe                      |
| Zona da Mata                     | Ponte Nova               | Sericita                       |
| Zona da Mata                     | Ponte Nova               | Urucânia                       |
| Zona da Mata                     | Ponte Nova               | Vermelho Novo                  |
| Zona da Mata                     | Ubá                      | Astolfo Dutra                  |
| Zona da Mata                     | Ubá                      | Divinésia                      |
| Zona da Mata                     | Ubá                      | Dores do Turvo                 |
| Zona da Mata                     | Ubá                      | Guarani                        |
| Zona da Mata                     | Ubá                      | Guidoval                       |
| Zona da Mata                     | Ubá                      | Guiricema                      |
| Zona da Mata                     | Ubá                      | Mercês                         |
| Zona da Mata                     | Ubá                      | Piraúba                        |
| Zona da Mata                     | Ubá                      | Rio Pomba                      |
| Zona da Mata                     | Ubá                      | Rodeiro                        |
| Zona da Mata                     | Ubá                      | São Geraldo                    |
| Zona da Mata                     | Ubá                      | Senador Firmino                |
| Zona da Mata                     | Ubá                      | Silveirânia                    |
| Zona da Mata                     | Ubá                      | Tabuleiro                      |
| Zona da Mata                     | Ubá                      | Tocantins                      |
| Zona da Mata                     | Ubá                      | Ubá                            |
| Zona da Mata                     | Ubá                      | Visconde do Rio Branco         |
| Zona da Mata                     | Viçosa                   | Alto Rio Doce                  |
| Zona da Mata                     | Viçosa                   | Amparo do Serra                |
| Zona da Mata                     | Viçosa                   | Araponga                       |
| Zona da Mata                     | Viçosa                   | Brás Pires                     |
| Zona da Mata                     | Viçosa                   | Cajuri                         |
| Zona da Mata                     | Viçosa                   | Canaã                          |
| Zona da Mata                     | Viçosa                   | Cipotânea                      |
| Zona da Mata                     | Viçosa                   | Coimbra                        |
| Zona da Mata                     | Viçosa                   | Ervália                        |
| Zona da Mata                     | Viçosa                   | Lamim                          |
| Zona da Mata                     | Viçosa                   | Paula Cândido                  |
| Zona da Mata                     | Viçosa                   | Pedra do Anta                  |
| Zona da Mata                     | Viçosa                   | Piranga                        |
| Zona da Mata                     | Viçosa                   | Porto Firme                    |
| Zona da Mata                     | Viçosa                   | Presidente Bernardes           |
| Zona da Mata                     | Viçosa                   | Rio Espera                     |
| Zona da Mata                     | Viçosa                   | São Miguel do Anta             |
| Zona da Mata                     | Viçosa                   | Senhora de Oliveira            |
| Zona da Mata                     | Viçosa                   | Teixeiras                      |
| Zona da Mata                     | Viçosa                   | Viçosa                         |